# Conus xanthocinctus
Espèce
Conus xanthocinctus est une espèce de mollusques gastéropodes marins de la famille des Conidae.
Comme toutes les espèces du genre Conus, ces escargots sont prédateurs et venimeux. Ils sont capables de « piquer » les humains et doivent donc être manipulés avec précaution, voire pas du tout.

## Taxonomie

### Publication originale
L'espèce Conus xanthocinctus a été décrite pour la première fois en 1986 par le malacologiste américain Edward James Petuch (d) dans « Proceedings of the Biological Society of Washington »,.

### Synonymes
- Conus (Lamniconus) xanthocinctus Petuch, 1986 · appellation alternative
- Lamniconus xanthocinctus (Petuch, 1986) · non accepté